# Hovslund Stationsby
Hovslund Stationsby (tysk: Haberslund) er en by i Sønderjylland med 286 indbyggere  (2024), beliggende 15 km syd for Vojens, 19 km sydvest for Haderslev, 8 km nord for Rødekro og 13 km nordvest for Aabenraa. Byen hører til Aabenraa Kommune og ligger i Region Syddanmark.
Hovslund Stationsby hører til Øster Løgum Sogn. Øster Løgum Kirke ligger i Øster Løgum 3 km sydøst for byen.

## Faciliteter
Hovslund Børneunivers er dagpleje, børnehave, skole med 0-6. klasse og 101 elever samt SFO samlet i én fællesinstitution. Byen har købmandsforretning og forsamlingshus.

## Historie

### Hærvejen
Hovslund Stationsby ligger lige vest for Hærvejen, i Sønderjylland også kaldt Oksevejen, og to af dens seværdigheder ligger tæt ved byen:
- Hærulfstenen 1½ km nordøst for byen, en runesten fra cirka år 900.
- Immervad Bro 4 km nord for byen, en stenbjælkebro over Immervad Å fra 1787.

### Jernbanen
Da jernbanestrækningen Flensborg-Vojens blev åbnet 1. oktober 1864, var Hovslund Station anlagt på bar mark 2½ km sydvest for landsbyen Hovslund. Byen er vokset op omkring stationen, som i 1901 også blev et vigtigt jernbaneknudepunkt, idet de smalsporede Aabenraa Amts Jernbaners vestlige strækning Aabenraa-Løgumkloster krydsede længdebanen her.
"Kleinbahnen des Kreises Apenrade", som de hed i den tyske tid indtil Genforeningen i 1920, havde et større stationsanlæg lige vest for statsbanestationen. Denne strækning gik fra Aabenraa mod nordøst ud på Løjt Land, så mod nordvest via Knivsbjerg, Genner og Øster Løgum til Hovslund Station, som var en rebroussementsstation – dvs. at togene kørte ind på stationen sydfra og fortsatte sydpå ud af stationen, så lokomotivet skulle rangeres ned i den modsatte ende af toget. Derfra gik det videre mod sydvest til Hellevad og endelig vestpå gennem Bedsted til Løgumkloster. Banen fik kælenavnet "Æ Kringelbahn" pga. denne store omvej.
Aabenraa amtsbaner blev nedlagt i 1926. I skoven øst for Oksevejen 1 km sydøst for byen er et kort stykke af amtsbanens tracé bevaret.
Hovslund fortsatte som station på Den østjyske længdebane. I 1953 blev den bevogtede jernbaneoverskæring i byen nedlagt, og der blev bygget gangtunnel under banen, som så kom til at dele byen i to dele. I 1968 blev stationen nedrykket til trinbræt, og i 1972 holdt togene helt op med at standse ved den, men den fortsatte som fjernbetjent krydsningsstation til 1996, hvor der blev anlagt dobbeltspor på strækningen. Stationsbygningerne er revet ned.

### Stationsbyen
Byen havde mejeri og en overgang var der to købmænd (den ene med benzinsalg), Tatol-udsalg, bager, slagter, skomager med butik og værksted, to sadelmagere, to malerforretninger, to murermestre, to tømrermestre, herrefrisør, skræddermester, flere sypiger, trikotage- og garnforretning, gartneri, blomster- og grøntsagsforretning, cykelsmed og en korn- og foderstofforretning, hvor der senere blev produceret glasfiberbåde.
I 1924 blev skolen på Hærulfgade bygget, og her anlagde Hovslund Gymnastikforening sportsplads. I 1955 blev Hovslund Fællesskole indviet; den afløste de fem nærmeste landsbyskoler. Forsamlingshuset blev opført i 1933-34 og gav mulighed for at dyrke indendørs gymnastik. Salen blev også brugt flittigt til fester og møder.